# Edward Nonnen

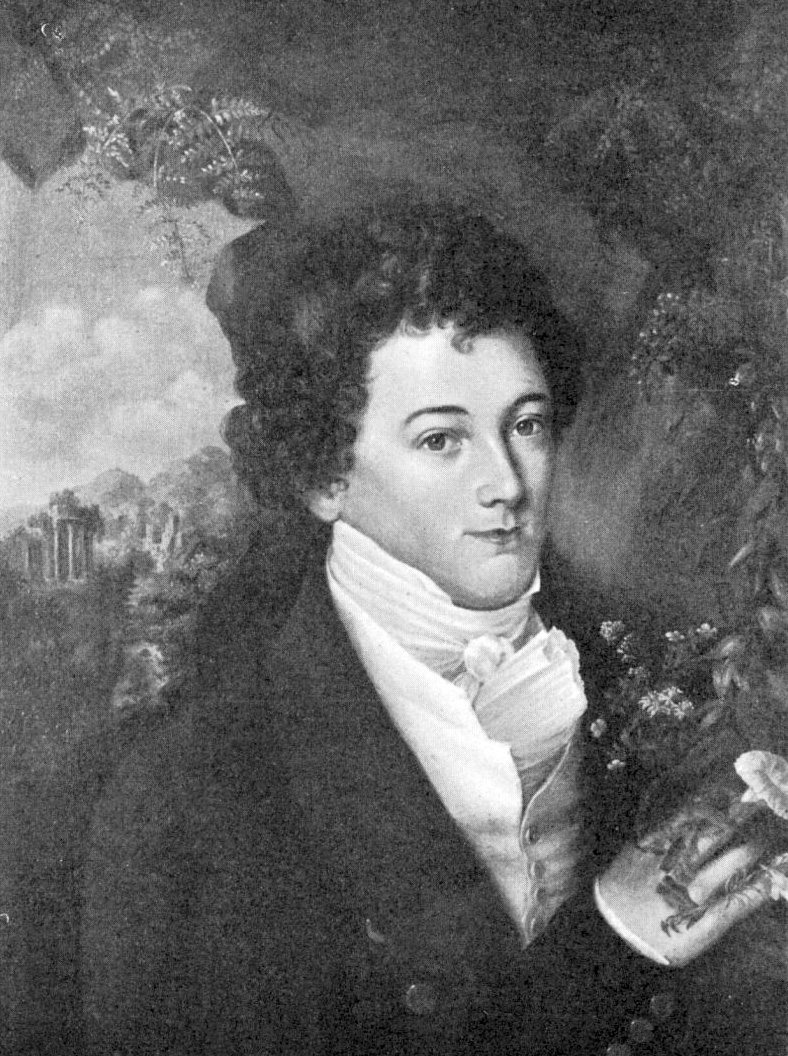
Edvard Nonnen. Oljemålning utförd av Fanny Nonnen.

Edward Nonnen, född 30 juni 1804 i Hamburg, död 2 mars 1862 på Degeberg i Skaraborgs län, var en svensk agronom och ledande reformator av det svenska jordbruket under 1800-talet. Han startade bland annat Sveriges första lantbruksinstitut på Degeberg och införde täckdikning med tegelrör. Han var son till John Nonnen och Anna Mathilda Lorent samt bror till Fanny, Mary (1808–1903), Emily, Charlotte och Ann Nonnen.
Nonnen flyttade med sina föräldrar 1809 till London och 1819 till Göteborg. År 1821 begav han sig till Stockholm för att studera kemi, botanik och veterinärmedicin, men då hans intresse var inriktat på jordbruket studerade han 1824-26 inom detta område i Tyskland, bland annat hos Albrecht Daniel Thaer på Möglin. Efter att 1827 ha företagit praktiska studieresor i nämnda land samt i England och Skottland, inköpte han 1828 egendomen Degeberg, där han började sin verksamhet som praktisk jordbrukare.
Vid denna tid hade intresse börjat visa sig i Sverige för inrättande av läroverk till spridande av kunskap i det då nymodiga "rationella" jordbruket, och så snart han tillträtt Degeberg, började han förberedelserna för inrättande av ett lantbruksläroverk där. År 1829 anställde han skotten A. Skinner, känd för sina kunskaper inom den mekaniska delen av jordbruket, och mottog samtidigt därmed även några privata lantbrukselever. Planen för läroanstalten uppgjorde han tillsammans med Johan Theofil Nathhorst, och förslaget granskades ytterligare på ett möte av kommitterade vid Norrköpings ullmarknad 1834. Detta bemöttes dock från åtskilliga håll med misstro, t.o.m. hån, men det hos rikets ständer 1834 begärda anslaget, 5 000 riksdaler banko, beviljades trots energiskt motstånd i bondeståndet.
Degebergsinstitutet fick ökat anseende och 1844 ökades årsanslaget till 10 000 riksdaler banko. Degeberg fortfor att vara en lantbruksläroanstalt med såväl högre som lägre kurs till 1852, då den högre kursen upphörde, sedan Ultuna lantbruksinstitut kommit i full verksamhet, under det att den lägre fortfor, så länge Nonnen levde. Vid Degeberg, likasom sedermera vid Ultuna och Alnarp, var lärokursen tvåårig. 194 elever och 359 lärlingar utgick därifrån, varjämte stället flitigt besöktes av lantbrukets vänner och gynnare, som där fann efterföljansvärda exempel för anordningen av sin egen ekonomi och lanthushållning. Särskilt för Västergötland inverkade exemplet därav så kraftigt, att jordbruket inom detta landskap snart framstod som det förnämsta och bästa inom hela landet.
Nonnen blev ledamot av Lantbruksakademien 1831 (hedersledamot 1856), Vetenskaps- och vitterhetssamhället i Göteborg (1834) och Vetenskapsakademien (1856). Han införde det vetenskapliga studiet av jordbruket i Sverige och genom användande av fullkomligare lantbruksredskap, varav också tillverkning för försäljning bedrevs på Degeberg, införde han även stora förbättringar i det mekaniska jordbruket.